# Calamotropha zoma
Calamotropha zoma là một loài bướm đêm trong họ Crambidae.